# Valdeavero
Valdeavero est une commune de la communauté de Madrid, en Espagne.